# To Blue Horizons
To Blue Horizons (с англ. — «К синим горизонтам») — десятый студийный альбом немецкой евродиско-группы Bad Boys Blue, вышедший в 1994 году.

## Об альбоме
Диск включает в себя два хита группы — «Go Go (Love Overload)» и «Luv 4 U». В США была издана версия этого альбома с изменённым плей-листом — были добавлены две композиции (они вошли, как бонус композиции, в следующий альбом группы — Bang Bang Bang) — «Don’t Be So Shy» и «Family Beat». Также был изменён порядок композиций в альбоме.
Композиция «Say You’ll Be Mine» в исполнении Эндрю Томаса, им же были исполнены рэп-партии в «Luv 4 U», «Take A Chance» и «Grand Illusion».

## Список композиций
1. «Luv 4 U» (3:42)
2. «Go Go (Love Overload)» (3:45)
3. «Take A Chance» (3:58)
4. «Is It You?» (3:26)
5. «What Else?» (3:42)
6. «Grand Illusion» (3:42)
7. «Prove Your Love» (3:27)
8. «One More Kiss» (3:34)
9. «It Was Only Love» (3:41)
10. «Say You’ll Be Mine» (3:44)
11. «Love’s Not Always Like Paradise» (3:43)

US Version
1. «Go Go (Love Overload)» (3:45)
2. «Take A Chance» (3:58)
3. «Is It You?» (3:26)
4. «Don’t Be So Shy» (3:25)
5. «Family Beat» (3:56)
6. «Grand Illusion» (3:42)
7. «Prove Your Love» (3:27)
8. «One More Kiss» (3:34)
9. «It Was Only Love» (3:41)
10. «Say You’ll Be Mine» (3:44)
11. «Love’s Not Always Like Paradise» (3:43)
12. «Luv 4 U» (3:42)
13. «What Else?» (3:42)

## Высшие позиции в чартах
- Финляндия — 25 место.
- Германия — 83 место.